# Hendrik Arnold Bom
Hendrik Arnold Bom was verwalter-drost in de Heerlijkheid Bredevoort.

## Biografie
Hij werd op 12 november 1759 benoemd tot verwalter-drost van Bredevoort. In 1763 werd er door de Nassause Domeinraad herhaaldelijk op aangedrongen dat hij zich ook in Bredevoort moest vestigen.